# غزو واحتلال موناكو في الحرب العالمية الثانية
غزو موناكو واحتلالها يُشير إلى الفترة التي قامت بها القوات الإيطالية والألمانية بغزو إمارة موناكو الفرنسية واحتلالها بين عامي 1940 و 1944 (بالفرنسية : Principauté de Monaco) (بالموناكية: Prinçipatu de Múnegu) والإجراءات التي تمت ممارستها من دولتي المِحوَر داخل الإقليم.
في أواخر عام 1942، غزا الجيش الإيطالي الإمارة لأغراض استراتيجية، ويرجع ذلك جزئيًا إلى أن القوات المناهضة للفاشية كانت تكتسب أرضاً في شمال إفريقيا، وبعد أقل من عام بقليل، احتلت القوات الألمانية أراضي موناكو. على الرغم من اهتمام هتلر بحياد موناكو وعدم التعرض لها في البداية، والذي أفاد بشكل كبير الاستراتيجيات الاقتصادية النازية، فقد تدخل الجيش الألماني في شؤون موناكو، وتم ترحيل العديد من اليهود إلى معسكرات الاعتقال.

## ما قبل الحرب
بعد نهاية الحرب العالمية الأولى كانت إمارة موناكو تحت الحماية العسكرية الفرنسية وفقًا لمعاهدة فرانكو موناكو الموقعة في يوليو 1918.
وفي الثلاثينيات من القرن الماضي كانت موناكو معروفة بالفعل ببذخها مع كازينو مونتي كارلو وسباق السيارات الذي يجذب الزوار من جميع أنحاء العالم. تمتعت موناكو بازدهار نسبي في فترة ما قبل الحرب على الرغم من وجود بعض عدم الاستقرار بسبب حكم الأمير لويس الثاني.

### موناكو قبل الحرب العالمية الثانية
كانت موناكو دولة محايدة خلال الحرب العالمية الثانية، لكن وظيفتها وموقعها كانا محل نزاع شديد بين ألمانيا وإيطاليا، اللتين كانت لهما آراء وأفكار متضاربة حول مستقبلها. أرادت ألمانيا حياد موناكو لأن لوائح الشركة المرنة ونظام الضرائب المربح سمح للنازيين بالتجارة مع بقية العالم من خلال مؤسساتها الصوريّة في الإمارة وذلك لأنه من خلال الوصول إلى بلد محايد يمكن لألمانيا الاستفادة الاقتصادية والحصول على العملات الأجنبية والتي كانت مكوناً ضرورياً لتنفيذ المشاريع العسكرية الطموحة والواجبات المتعلقة بالحرب.

## الحرب العالمية الثانية
تم تسليح 800 شخص عندما بدأت الحرب عام 1939، إلى جانب 300 جندي فرنسي. في يونيو 1940، أعلنت إيطاليا الحرب على فرنسا، كان هذا بمثابة تحذير لقادة موناكو الذين أغلقوا الكازينو واعتقلوا 100 من أنصار موسوليني.
في أواخر الأربعينيات والأربعينيات من القرن الماضي، تصاعدت التوترات بين الفاشيين الإيطاليين والسكان الفرنسيين في موناكو، وأصبحت الإمارة في مرحلة من هذه التوترات بسبب الجغرافيا والتركيبة السكانية. ومن الأمثلة على ذلك انتشار نسخة من مارسيليا تسخر من الإيطاليين تسمى "دعونا نذهب لأطفال إيطاليا" ("Allez، Enfants de l'Italie"). حدثت تفاعلات عنيفة أيضاً مع وفاة بيير ويك في أكتوبر 1940 مما تسبب بشكل خاص في الغضب بين المجتمع الفرنسي. كان بيير ويك شابًا فرنسيًا كان يسير في تلك الليلة مع أصدقائه عندما عبر الممرات مع اثنين من الإيطاليين يغنيان "يحيا موسوليني، يحيا الدوتشي" وعندما طلب منهم الشاب ويك التوقف عن غنائها، رد الإيطاليون بعنف وتهجموا عليه مما أدى إلى وفاته بعد يومين. وأشار تقرير الجراح إلى سبب الوفاة جراء اصطدامه بالرصيف، مما ترك الإيطاليين بدون تهمة، على الرغم من احتجاجات الشعب الفرنسي للحادثة.
على الرغم من موافقة موناكو على إنشاء منشآت دفاع فرنسية على طول الساحل في فترة ما قبل الحرب، فقد أعلن لويس دائماً عن نيته أن تظل موناكو محايدة إذا نشبت حرب. بينما تم بالفعل الترويج للحياد رسمياً حتى نوفمبر 1942، انخرطت موناكو في عدد من الاتفاقيات المالية مع ألمانيا مما يعني أن النازيين قبلوا مزاعم موناكو بالاستقلال.
أراد الألمان بشكل خاص السيطرة على جمعية حمامات البحر والأجانب (SBM اختصاراً) والتي كانت قوية بشكل خاص في موناكو بصفتها مالك للكازينو. ثم امتد هذا الوجود الألماني في صناعات الإمارة إلى مجالات أخرى، لا سيما لإنتاج الدعاية الألمانية وشراء الألمان للأسلحة في السوق المفتوحة.

## الغزو والاحتلال الإيطاليين (11 نوفمبر 1942-9 سبتمبر 1943)
كان الوضع المحايد لموناكو يعني أن إيطاليا لا تستطيع غزو الإمارة ما لم تهاجمها موناكو. وهكذا ادعى الإيطاليون أن منشآت الدفاع الفرنسية على الساحل كانت دليلاً على عدم حيادية موناكو، وقاموا بغزو الإمارة في 11 نوفمبر  ومع ذلك، يشير العلماء إلى إنشاء قنصلية أمريكية في موناكو في 5 نوفمبر كتفسير لتوقيت الغزو، كان القنصل الجديد والتر أوبيرو على اتصال بالفعل بالمقاومة الفرنسية عندما كان القنصل في نيس، وكان نظام موسوليني يرى في العلاقات الدبلوماسية الجديدة بين الولايات المتحدة وموناكو تهديدًا لنفوذها في موناكو. 
كانت القنصلية الأمريكية الهدف الأول للقوات الإيطالية في 16 نوفمبر، فبعد إغلاق الوصول إلى البحر أو البر في أيام الغزو، أرسل الأمير لويس الثاني رسائل إلى البابا بيوس الثاني عشر وإلى هتلر للإشارة إلى انتهاك سيادة بلاده موناكو. بعد هذا الحدث أطلقت القوات الإيطالية سراح دعاة الوحدويين المسجونين  وبدأت عمليات اعتقال ودفن المناهضين للفاشية وكان الذكور البريطانيون هم الأهداف ذات الأولوية  على الرغم من أن معظمهم قد غادروا بالفعل في بداية الحرب.
تم إنشاء دولة دمية ومع ذلك حافظ الأثرياء في مونت كارلو على نمط حياتهم الفاخر مع بقاء الكازينو مفتوحاً. مع تقدم الحلفاء في شمال إفريقيا وإيطاليا، أصبح الأجانب وأنشطة السوق السوداء أهدافًا جديدة للقمع الإيطالي.

## الاحتلال الألماني (9 سبتمبر 1943-3 سبتمبر 1944)
بعد اعتقال موسوليني في يوليو 1943، غادرت القوات الإيطالية والفاشيون المتطرفون موناكو. شارك موناكو في أعمال شغب ضد المتاجر والمنازل في الحي الإيطالي.  بعد فترة وجيزة بدأت المركبات الألمانية في دخول الإمارة وسيطر النازيون على موناكو وأسسوا مقر القيادة العليا النازية في فندق دي باريس. الأمير لويس الذي كان حذراً من الحفاظ على وضعه، رحب بالألمان مستخدمًا جذوره وأصوله الألمانية كعامل ربط.  أدى ذلك إلى معاملة خاصة لموناكو من قبل ألمانيا ومكن ألمانيا من وضع العديد من المشاريع التي تم تطويرها في وقت سابق من الحرب لاستخدام حياد موناكو المزعوم للأغراض المالية. 
لقد أنشأوا أكثر من ثلاثمائة شركة قابضة وشاركوا في غسيل الأموال. تم إنشاء بنك في صيف عام 1944 من قبل الألمان الذين سعوا لتجاوز الحظر الاقتصادي الأمريكي. أصبحت الأعمال الاحتيالية وفيرة في الإمارة.
خلال هذه الفترة عملت سلطات موناكو مع الغستابو للقضاء على المقاومين وعدد من مناهضي الفاشية. جادل وزير الدولة روبلوت بأن ألمانيا هددت بوقف المعاملة الخاصة لموناكو إذا أوقفت التعاون.
بعد قصف جسر أنثيور للسكك الحديدية من قبل قوات الحلفاء توقفت الإمدادات الغذائية بالقطار حتى نهاية الحرب، مما أدى إلى سوء التغذية، وانقطعت على اثرها إمدادات المياه والخبز بسبب التفجيرات اللاحقة. 
استمر القصف حتى 2 - 3 سبتمبر، عندما غادر الألمان موناكو. ثم بدأت سيارات الجيب الأمريكية في الوصول.
طوال فترة الحرب العالمية الثانية، أبقى الأمير لويس إيميل روبلوت وزيراً للدولة على الرغم من انتماءاته إلى الأفراد الموالين للفاشية، وعلى الرغم من مطالب الموناكيين والسكان الفرنسيين بإقالته.  لعب روبلوت دوراً مهماً في المواقف التي اتخذتها موناكو نتيجة للاحتلال الإيطالي والألماني، وبعد أن غادر الألمان موناكو، منع روبلوت المظاهرات المؤيدة للحلفاء وعند عودته إلى موناكو ، ذهب رانييه الثالث الذي شعر بالقلق من الإجراءات التي تم اتخاذها أثناء الاحتلال وبعده لرؤية جده ليطلب تفكيك روبلوت. رفض الأمير لويس لكن روبلوت قرر المغادرة في عام 1945 بعد مظاهرات شعبية.
وفقًا لما قرره قادة موناكو، لم يتم إجراء أي محاكمات حرب في البلدية في أعقاب الحرب العالمية الثانية. 

### إبعاد اليهود
عندما وصلت القوات الإيطالية إلى موناكو، أنشأت قوات موسوليني مكتباً سياسيًا فاشيًا، كان هدفها هو التعرف على موناكو والسكان الفرنسيين المتورطين في المقاومة واعتقالهم. على الرغم من ذلك استمرت المقاومة طوال هذه الفترة في إخفاء اليهود وإرسالهم إلى سويسرا المُحايدة.  في حين أن الأمير لويس وعد موسوليني بأن السكان اليهود لن يتم ترحيلهم في موناكو، وتم إجبار راؤول جونسبرغ على الاستقالة وكان من المقرر اعتقاله قبل هروبه.
على الرغم من أنه لم يحاول كلاً من هتلر ولا موسوليني تأسيس نظام فاشي في موناكو، إلا أنه تحت ضغط الأخير هناك أيضًا العديد من حالات ترحيل الأشخاص إلى معسكرات الاعتقال، وفي خلال فترة الاحتلال استهدفت السلطات الألمانية السكان اليهود في موناكو حصراً والذين قدر القنصل هيلينثال عددهم ما بين 1000 و 1500 نسمة، واعتقلتهم وأرسلتهم إلى الأراضي المحتلة في فرنسا للاعتقال.  وفقًا لتقدير حكومي، تم ترحيل ما يقرب من 90 شخصاً من موناكو خلال ليلة 1 أغسطس 1942 ولم يبق منهم سوى تسعة على قيد الحياة وكان من بين المبعدين رينيه بلوم مؤسس دار الأوبرا الذي قُتل في معسكر أوشفيتز.  وبعد ثلاثة وسبعين عاماً، اعتذر الأمير ألبرت الثاني أمير موناكو علنًا عن ترحيل 90 يهوديًا من الهولوكوست وأقر بفشل لويس الثاني في الحفاظ على حياد موناكو خلال الحرب العالمية الثانية. 